# Pax Germanica
Pax Germanica (Latim que significa "Paz Alemã"), descreve a paz na Alemanha após a sua fundação em 1871 por Otto Von Bismarck, e a Unificação Alemã, que coincidiu com a Pax Britannica. O sistema de alianças de Bismarck foi concebida para preservar a nova e poderosa Alemanha, garantindo uma paz européia e descartando um conflito difundido entre as potências do continente. Como uma moeda, a Pax Germanica é análoga à Pax Romana. Além disso, o uso do termo Pax Germanica aparece no tratado da Paz de Münster de 1648.

## Ficção
Na ficção, Pax Germanica também se refere à uma ordem mundial diferente do que teria seguido com a vitória do Império Alemão durante a Primeira Guerra Mundial ou Nova Ordem se houvesse uma vitória nazista durante a Segunda Guerra Mundial. O termo é usado na literatura, arte e cinema da História alternativa e História contrafactual, que são misturas de um fato pesquisado e imaginação.